# Westfield Valencia Town Center
Westfield Valencia Town Center, anteriormente conocido como Valencia Town Center, es un centro comercial en Valencia, Calfiornia, propiedad de The Westfield Group. Sus tiendas anclas son JCPenney, Macy's y Sears. La tienda Robinsons-May fue renombrada a Macy's el 9 de septiembre de 2006.
The Westfield Group adquirió un cuarto de los intereses del centro comercial en 2002, y adquirió el resto en 2005, tomando el control de gerencia. Ellos ele cambiaron el nombre a "Westfield Valencia Town Center". 
Actualmente el centro comercial está siendo expandido a más de 50,000 pies cuadrados (4,600 m²) a la tienda Macy's y aproximadamente 250,000 pies cuadrados (23,000 m²) de espacio comercial en "The Patios". The Patios será una plaza al aire libre. El lugar de The Patios será en el extremo sur de la plaza de estacionamientos entre las tiendas Macys y Sears. El centro comercial también tiene planes para seguir expandiéndolo y abrir nuevas tiendas anclas cerca del restaurante Red Robin en una futura fase.

## Anclas
- JCPenney (130,096 pies cuadrados)
- Macy's (140,498 pies cuadrados)
- Sears (122,325 pies cuadrados)